# ۵۷ (میلادی)
۵۷ (میلادی) پنجاه و هفتمین سال تقویم میلادی است.

## رویدادها
بر اساس مکان
امپراتوری روم
- فرستادگانی از کیلیکیه به روم آمدند تا فرماندار فقید خود، کوسوتیانوس کاپیتو، را به اخاذی متهم کنند؛ سنای روم در این پرونده از پوبلیوس کلودیوس تراسیا پائتوس حمایت کرد.[۱]
- امپراتور نرون دوباره کنسول روم می‌شود.

آسیا
- امپراتور گوانگ وو به ناکوکو (واقع در حوالی شهر فوکوئوکای امروزی) یک مُهر طلایی اعطا می‌کند که قدیمی‌ترین مدرک خط در ژاپن است. در عوض، شاه نا فرستاده‌ای به چین می‌فرستد.
- ۲۹ مارس - گوانگ وو پس از ۳۲ سال سلطنت درگذشت و پسرش مینگ هان جانشین او شد.[۲]
- جلوس پادشاه تالهه به عنوان حاکم کره‌ای شیلا.[۳]

بر اساس موضوع
دین
- پولس طرسوسی رساله دوم خود به قرنتیان و رساله خود به رومیان را می‌نویسد (تاریخ احتمالی).

## زادگان
- هان ژانگ دی، امپراتور چین (متوفی ۸۸ میلادی)

## درگذشتگان
- ۲۹ مارس - گوانگ وو، امپراتور چین (متولد ۵ پیش از میلاد)[۴]
- کوئینتوس ورانیوس، کنسول و ژنرال روم
- یوری، حاکم کره‌ای شیلا[۳]